# Le Val-de-Gouhenans
Le Val-de-Gouhenans è un comune francese di 64 abitanti situato nel dipartimento dell'Alta Saona nella regione della Borgogna-Franca Contea.

## Società

### Evoluzione demografica
Abitanti censiti